# Línea 18 (Tucumán)
La Línea 18 es una línea de colectivos urbana de San Miguel de Tucumán, Tucumán, Argentina. Esta posee un recorrido circular y es operado por BSV Logística S.A.S.

## Recorrido

### Ramal Sentido Horario[1][2]
Av. Independencia y Av. Colón, por esta hasta Av. Ejército del Norte, Av. Belgrano, Av. Sarmiento, Av. Avellaneda, Av. Benjamín Aráoz, Av. Brígido Terán, Domingo García, Av. Sáenz Peña, Av. Roca, Av. Alem, Av. Independencia hasta Av. Colón.

### Ramal Sentido Antihorario[3][4]
Av. Colón y Av. Independencia, por esta hasta Av. Alem, Av. Roca, Av. Sáenz Peña, Charcas, Av. B. Terán, Av. Soldatti, Francia, Av. Avellaneda, Av. Sarmiento, Av. Belgrano, Av. Ejército del Norte, Av. Colón hasta Av. Independencia.

## Lugares de Interés
- Plaza Urquiza
- Hospital Centro de Salud
- Terminal de Ómnibus de San Miguel de Tucumán
- Parque El Provincial
- Teatro San Martín